# Poêle de masse
 (mars 2014).
Si vous disposez d'ouvrages ou d'articles de référence ou si vous connaissez des sites web de qualité traitant du thème abordé ici, merci de compléter l'article en donnant les références utiles à sa vérifiabilité et en les liant à la section « Notes et références ».

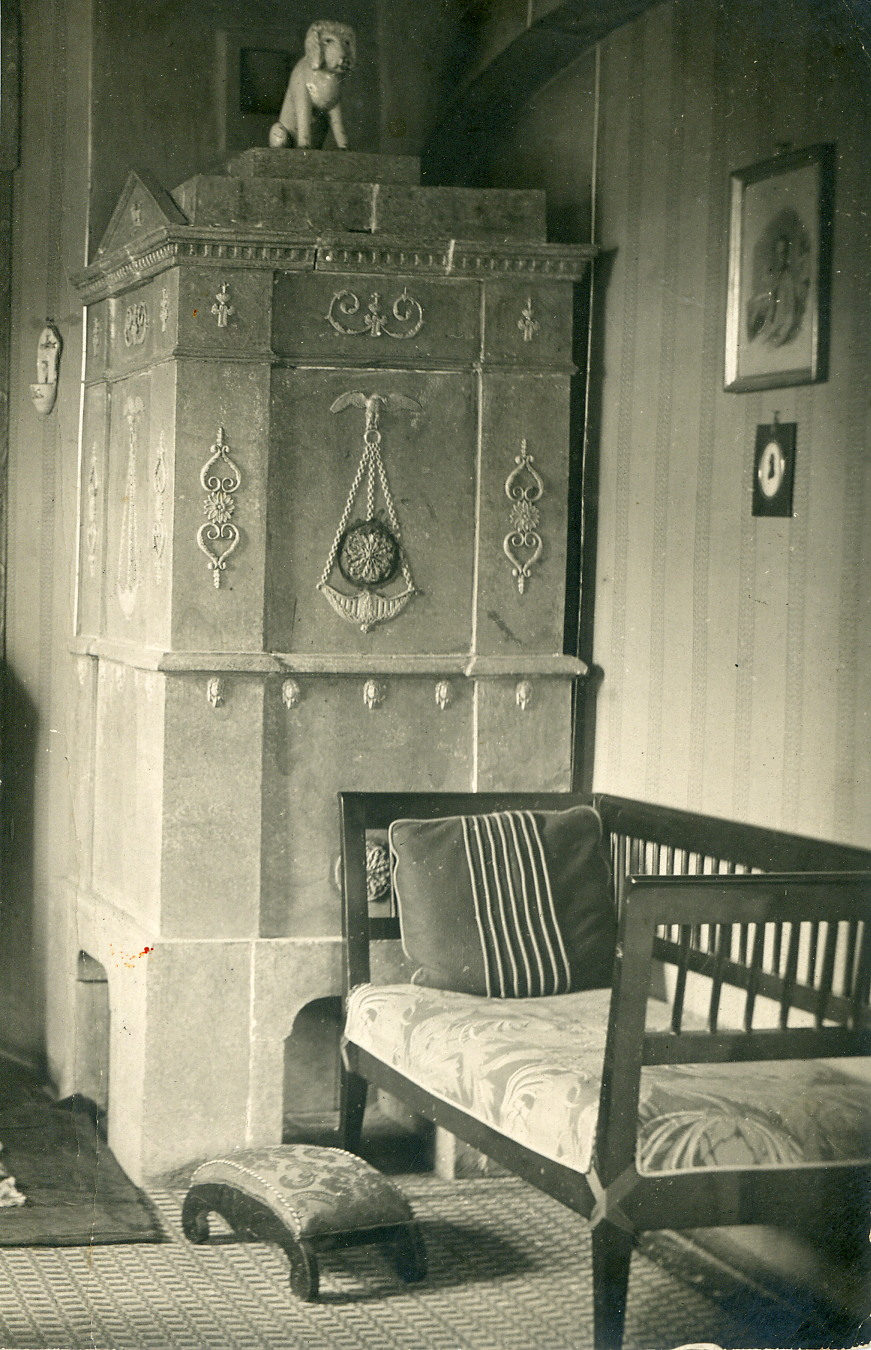
Poêle de masse, Maison Hoecker, Pologne, 1880

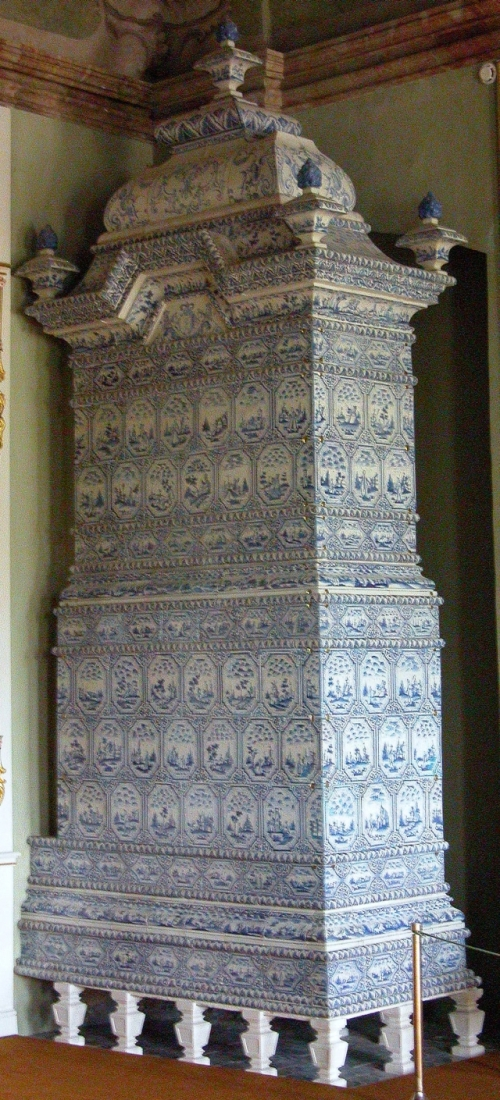
Poêle céramique

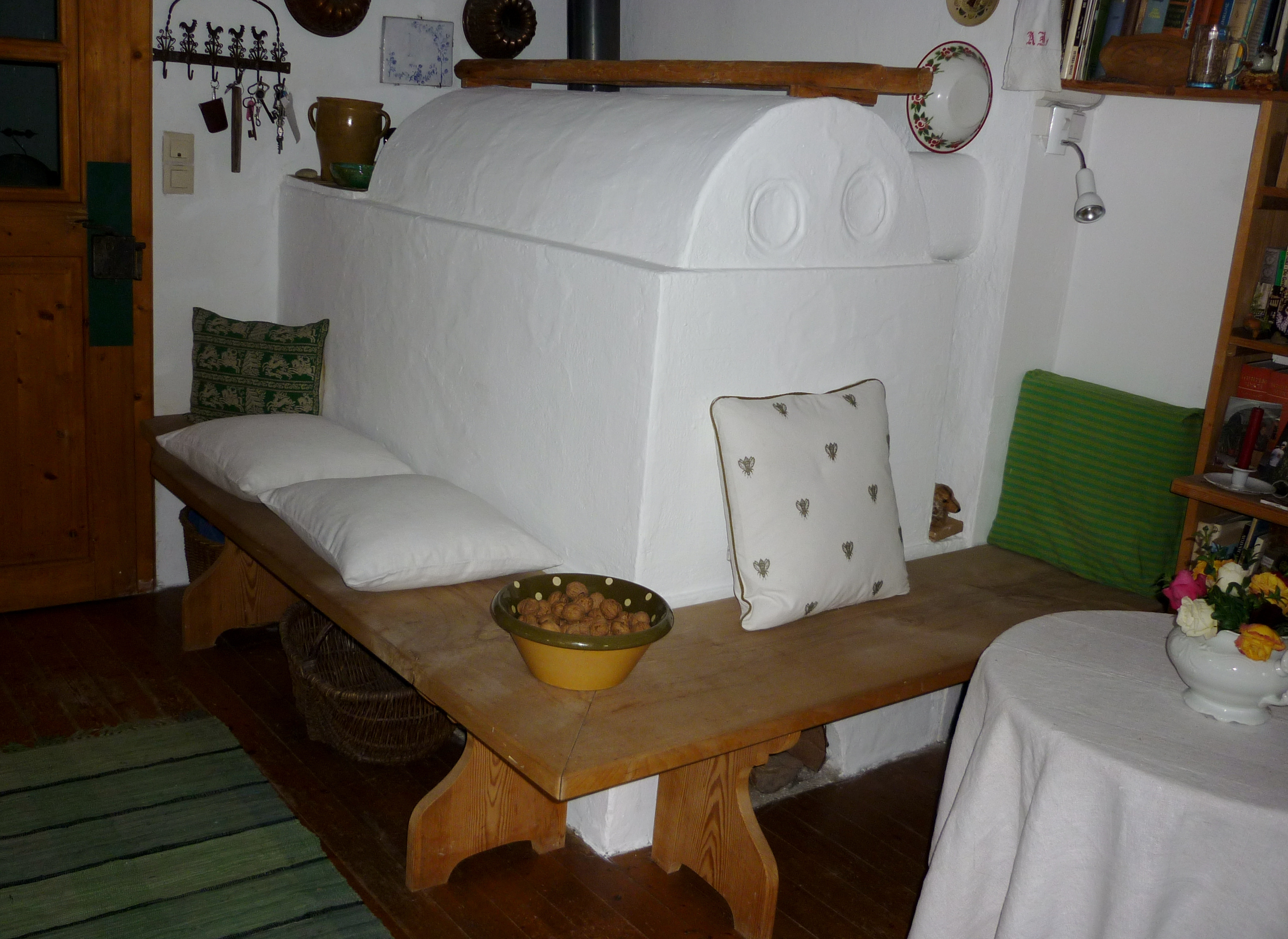
Poêle de masse dans une ferme allemande

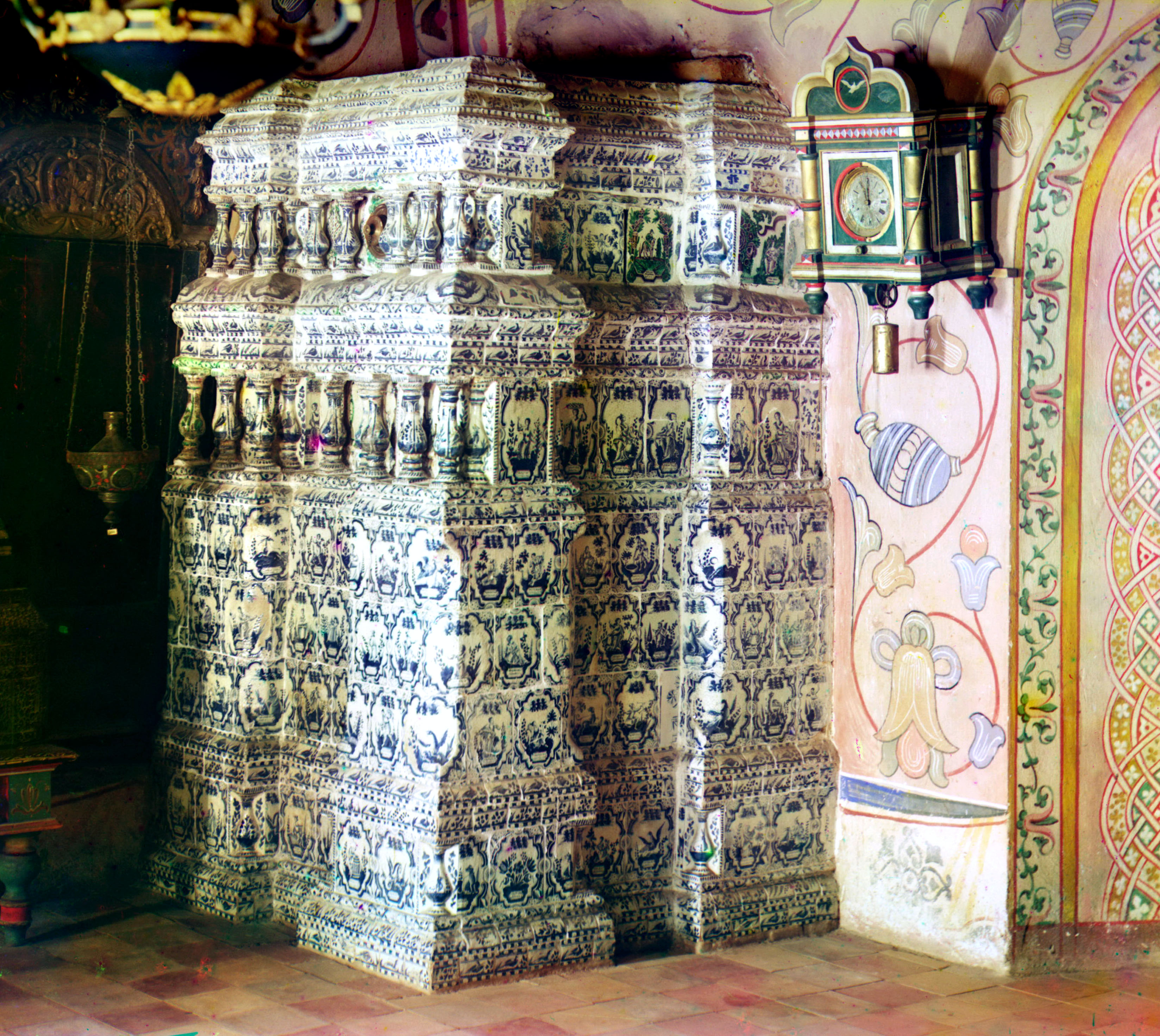
Sergueï Prokoudine-Gorski. Poêle en faïence dans le "Knyazhye Terem" Rostov. Cour métropolitaine (XVIIIe siècle) du Kremlin.

Un poêle de masse, poêle à accumulation ou foyer de masse est un appareil de chauffage principal. Ce type de poêle à bois bûche (certains modèles peuvent aussi fonctionner avec des granulés de bois,) pèse entre 1 et 6 tonnes, suivant sa conception. Sa masse constituée de matériaux lourds (pierre, brique ou béton) stocke l'énergie d'une flambée quotidienne unique et intense (entre 1 et 3 h) et restitue longuement la chaleur une fois le feu éteint (jusqu'à plus de 36 h).
Toute la quantité de bois nécessaire (de 6 à 40 kg suivant la taille du foyer) pour chauffer l'habitat est brûlée en une seule fois, ce qui induit des températures élevées dans le foyer et permet d'obtenir une combustion complète et peu polluante. L'accumulateur est conçu pour absorber une majorité d'énergie issue de la combustion. Quand elles quittent le poêle, les fumées sont donc considérablement refroidies.
La chaleur accumulée est diffusée principalement par rayonnement et dans un pourcentage moindre par convection sur une durée allant jusqu'à plus de 24 h. Avec un rendement pour la plupart supérieur à 80 %, ces poêles font partie des appareils de chauffage au bois les plus performants.

## Description générale des principes de fonctionnement
Le rendement de la combustion détermine la performance de la combustion. Le rendement utile désigne la capacité du poêle à absorber la chaleur. Plus la température des fumées est faible en sortie de circuit, plus le rendement utile sera élevé. Un poêle à bois classique en fonte peut avoir un rendement de combustion très élevé et laisser la plupart de la chaleur s'échapper par le conduit de fumée. Pour les poêles de masse, le rendement utile va de 70 à 92 % selon les configurations (70 % est le taux minimum exigé par la loi française pour les appareils neufs).
Un poêle de masse est un appareil de chauffage principal. La plupart des habitations disposant d'un poêle à accumulation n'ont pas besoin d'appareil de chauffage supplémentaire. Mais ce mode de chauffage par rayonnement implique qu'il soit placé au centre de l'habitat. La plupart des poêles de masse actuels sont placés dans la pièce principale ouverte sur le salon, la salle à manger et la cuisine.
Avec un poêle à accumulation, on prévoit pour le lendemain, la quantité de bois nécessaire en fonction des températures extérieures prévues. Sa masse lui confère une inertie thermique propice à atténuer la courbe de températures de l’intérieur d'un bâtiment (ce qui vaut à ces poêles d'être aussi nommé "poêles à inertie").
Le poêle est généralement dimensionné afin d'obtenir en une flambée, une température de confort agréable durant 24 h, ce qui permet de ne faire qu'une flambée par jour.

### La flambée
Ce n'est pas une combustion lente comme dans un insert. C'est une flambée rapide et intense. (un poêle standard ou un insert consomme 1 à 4 kg de bois à l'heure contre 8 à plus de 25 kg de bois brûlé à l'heure pour un poêle ou une cuisinière de masse).
Grossièrement, on peut dire que le bois est composé à 20 % de masse sèche et à 80 % de gaz. lors de la pyrolyse du bois, ces gaz vont être libérés, et l'enjeu d'une bonne combustion sera de brûler ces gaz qui représentent 60 % de l'énergie contenue dans le bois. Le fait de brûler ces gaz est connu sous le nom de combustion secondaire.
Pour brûler ces gaz, il faut plusieurs conditions réunies : 
- températures dans le foyer entre 650 et 850 °C — si la température est supérieure à 850 °C, on assiste alors à la formation d'oxydes d'azote qui sont des polluants de l'atmosphère,
- apport d'air suffisant mais pas trop grand ; les fabricants conçoivent leur appareils avec un excès d'air compris entre 1,5 et 3 fois l'apport d'air idéal — dit stœchiométrique,
- un foyer qui permet un bon mélange des gaz et de l'air,
- un tirage maîtrisé afin de ne pas assister à des variations de l'apport d 'air et de la vitesse de mélange dans le foyer.

Contrairement à une idée répandue, il n'y a pas forcément besoin de foyer secondaire pour avoir une combustion secondaire. Les poêles offrant les meilleures performances de combustion n'ont pas de tels foyers secondaires, comme les poêles Grundofen, poêles autrichiens et suisses.

### L'accumulation de chaleur
L'accumulateur est ce qui constitue la masse du poêle à proprement parler.
La chaleur est stockée dans l'accumulateur, qui fait office de conduits de fumée. Les fumées partent du foyer et passent dans l'accumulateur où elles lui cèdent la chaleur (en d'autres termes, l'accumulateur capte l'énergie sous forme de chaleur). La chaleur des fumées est donc récupérée avant son évacuation par le conduit.

### La restitution de chaleur par rayonnement
La chaleur est restituée par rayonnement sous forme de chaleur douce. En effet les parois externes du poêle ont des températures de surface maximales de l'ordre de 50 à 70°C. Le rayonnement infrarouge chauffe les corps solides. On dit que le poêle de masse chauffe "tout ce qu'il voit", un peu comme le soleil. Ce qui est dans l'ombre du poêle de masse sera donc chauffé par convection et par rayonnement des cloisons préalablement chauffées par le poêle mais avec un déphasage important. Pour cette raison, un poêle de masse est de préférence construit au centre de l'habitation dans une pièce commune assez grande.

Le chauffage par rayonnement permet aussi une bonne régulation de l'hygrométrie intérieure de l'habitation (le taux d'humidité relative de l'air d'une habitation doit être comprise entre 40 et 60 %).
En période de grand froid, si la capacité maximale du poêle ne permet pas d'atteindre des températures de confort voulues avec des flambées espacées de 24 h, il peut être nécessaire de faire des flambées espacées de 12 h, soit deux flambées par jour.

## Caractéristiques

### Générales
Un poêle de masse se caractérise par son poids total. Son poids caractérise sa capacité à stocker l'énergie. Suivant la nature des matériaux le composant, la rapidité d'accumulation de la chaleur et la capacité maximale de stockage vont légèrement varier. La taille de son foyer est déterminée en fonction de la quantité de bois nécessaire pour chauffer l'habitat durant 24 h. La gestion de la post-combustion peut être très différente suivant la conception et le type de foyer. L'emploi de matériaux réfractaires aux points les plus chauds du poêle est indispensable à sa durabilité.

### Le foyer
Le foyer, c'est l'espace où a lieu le chargement et la combustion du bois.

Il est dimensionné en fonction de la quantité de bois nécessaire pour chauffer l'habitat durant 24 h.

### Les matériaux
On distingue plusieurs types de matériaux traditionnels :
- Les Kacheln, ce sont des carreaux (8 cm d'épaisseur) en céramique réfractaire faïencée. Ils servent à la fois d'éléments de montage et de décors.
- La brique de terre cuite pour les poêles finlandais, suédois, danois
- La chamotte, l'argile
- les pierres (grès, calcaires, stéatite, etc.)

## Historique

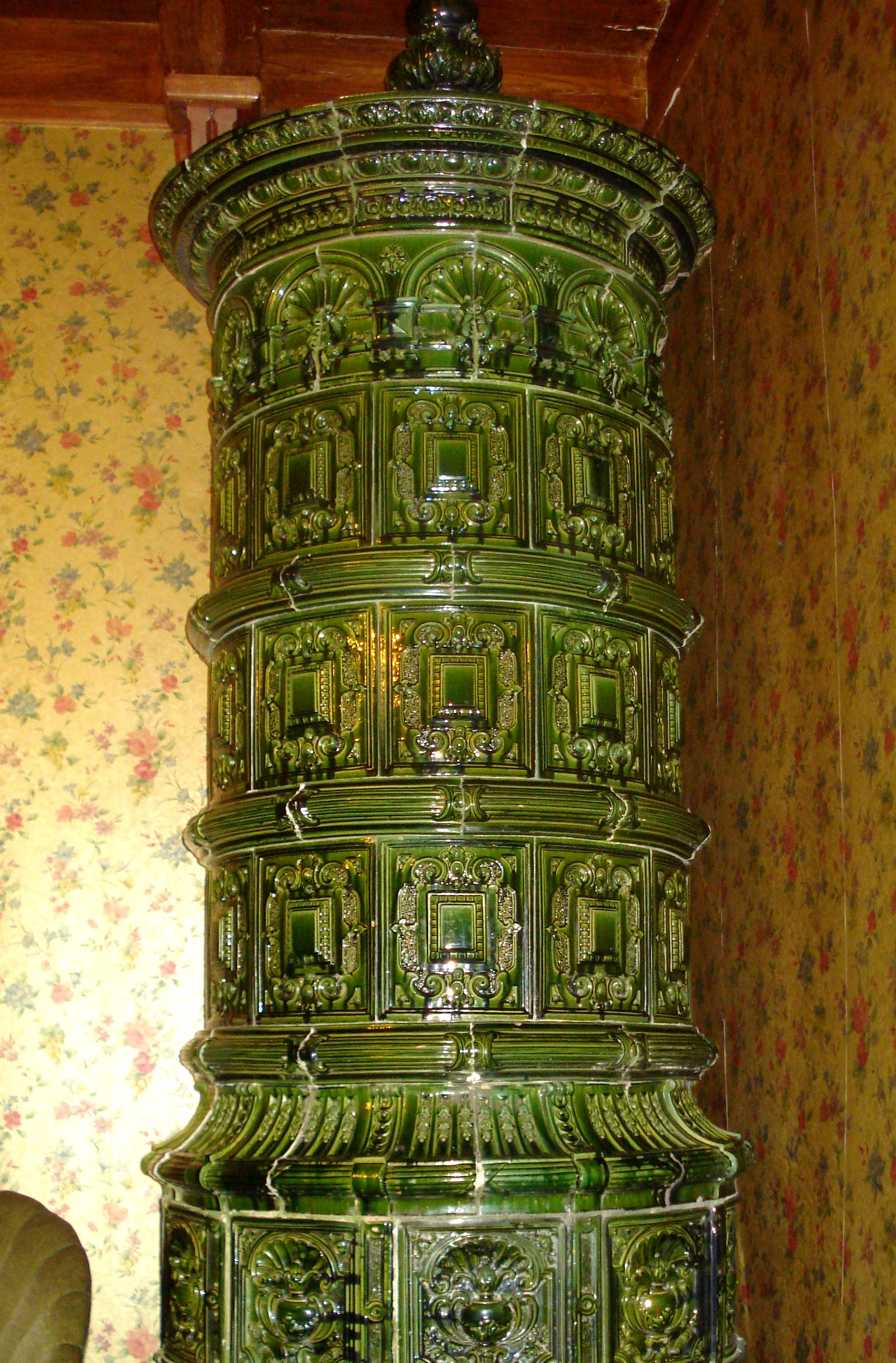
Poêle en céramique, Musée Alexander Pushkin, Vilnius

Le poêle de masse ou foyer de masse est originaire de l'espace frontalier du Rhin-supérieur (Alsace, Bade-Wurtemberg et Nord de la Suisse). Il y est appelé « Kachelofen » qui traduit littéralement signifie « poêle recouvert de carreaux ». Des fouilles archéologiques réalisées en 1990 à Strasbourg (Place des Bateliers) ont permis de découvrir des Kacheln (carreaux en céramique réfractaire, 22 × 22 × 8 cm émaillé sur un côté) datant du XIIe siècle. Ce sont les Kacheln les plus anciens trouvés en Europe.
Il n’y a pas à proprement parler un « poêle de masse » mais plusieurs types de poêle de masse développés depuis plusieurs siècles. Il existe différentes conceptions qui influent directement sur la forme finale du poêle et qui correspondent à des origines géographiques différentes.  
- le poêle de masse de type germanique : ces poêles sont le fruit d'une longue tradition artisanale (avec notamment la première école au monde créée en Suisse en 1889), et sont basés sur une technique qui a su s'adapter aux nécessités de notre époque. Aussi, aujourd'hui, il est possible, grâce aux efforts des corporations suisses et autrichiennes, de concevoir des poêles sur mesure (industriels ou artisanaux) avec une garantie de performances équivalentes aux 7 étoiles du label français flamme verte. Ces poêles sont construits à partir de matériaux réfractaires. En allemand, ces poêles sont appelés « Grundofen » si l'habillage est réalisé en briques ou est enduit, ou encore « Kachelofen » si l'habillage est réalisé en carreaux de faïence. Le terme Kachelofe se retrouve également en alsacien.

- Le poêle finlandais à contre-courant : invention de H. Taivannen à la fin des années 1970, ce poêle a été en France le plus connu jusqu'à peu grâce aux efforts de communication de grands fabricants finlandais. Composé d'un foyer principal, d'un goulet d'étranglement donnant sur une seconde chambre de combustion/détente, les gaz sont d'abord mis sous pression et, butant sur la dalle de fermeture du haut, sont forcés de redescendre dans les canaux de fumée jusqu'en bas du poêle. Ce faisant, les gaz perdent petit à petit leur chaleur qui est transmise aux murs latéraux. Cette circulation anormale des gaz vers le bas a donné le nom de poêle de masse à contre courant (contraflow). Leur architecture est assez cadrée et permet peu de variations. C'est un modèle en quelque sorte standard. Pour un bon fonctionnement de ces poêles, il faut adapter le conduit de fumée, afin que ce dernier ait un tirage adapté au bon fonctionnement du poêle. Ce modèle est très prisé des auto-constructeurs, même si la majorité des modèles n'apportent souvent pas de garantie sur la qualité de la combustion.
- Le Kakelugn suédois : En forme de colonne ou d'une apparence parfois similaire au finlandais et d'une conception assez proche de celui-ci, seuls les canaux de fumée interne varient, il est composé de plusieurs chicanes verticales forçant les gaz à descendre et à monter.
- Les petchka : Europe de l'Est, Russie. Généralement assez massif, les chicanes sont plutôt horizontales. Ces poêles sont développés notamment par Alex Chernov et Kuznetsov.

## Évolutions
Comme dit précédemment, les techniques développés par les artisans-poêliers  suisses et autrichiens ont permis de concevoir des poêles avec des performances garanties, que ce soit au niveau du rendement, des émissions de CO, de NOx ou encore de particules fines. Ces différentes techniques  ont été validées par les travaux de recherche effectués en partenariat avec des universités ou d'autres organismes et font l'objet d'études scientifiques poussées dans plusieurs pays, participant ainsi à l'amélioration des normes en vigueur.
Des artisans et des industriels conçoivent et fabriquent ces poêles dans tout l'hémisphère Nord, en Europe, au Canada, au Québec, aux États-Unis et en Russie. Il en existe certainement en Asie.
Plusieurs écoles ont donc aujourd’hui développé leur système, mais le principe reste le même.

### Les matériaux
Les matériaux d'un poêle à accumulation varie selon leur usage dans le poêle. Dans les parties les plus exposées, on trouve du béton réfractaire ou de la brique réfractaire, car leur résistance mécanique aux fortes températures et leur capacité à absorber les chocs thermiques est gage de durabilité et de performance. Les parties moins exposées (l'habillage ou le parement) peuvent quant à elles recevoir une palette plus large de matériaux comme la brique de terre cuite, la brique de terre crue compressée (communément nommée BTC), du béton, de la pierre.
Les matériaux utilisés peuvent donc être de plusieurs sortes : briques réfractaires haute densité, dalles réfractaires, briques réfractaires courantes, briques de terre cuite, chamotte, briques de terre crue (BTC), argile et toute la gamme des pierres (suivant les régions grès, granit, stéatite, pierre de Caen, pierre sèche etc.).
La BTC locale pour le parement (disponible auprès des briqueteries traditionnelles) est économe en énergie grise et a de ce fait un intérêt écologique certain.
Dans la plupart des constructions actuelles la brique réfractaire haute densité (avec un taux d'alumine compris entre 25 et 60 %) est utilisée pour le compromis qu'elle offre face au couple température / choc thermique. De plus sa capacité de chaleur massique permet une première accumulation de l'énergie produite.

### Gestion de la dilatation
Les foyers modernes sont en majorité constitués de plusieurs couches de matériaux différents et séparées les unes des autres par une mince couche de fibre minérale ou un vide d'air permettant la dilatation des zones les plus chaudes et évitant ainsi la fissuration des matériaux.  
Dans le cas d'un foyer maçonné, les briques réfractaires forment le foyer, des briques semi-réfractaires forment les canaux de fumées (de l'accumulateur secondaire), et des briques de parements viennent habiller les faces externes du poêle.

### Amélioration de la combustion
La post-combustion nécessite un mélange des gaz visqueux avec de l'air préchauffé par le poêle. Cet air préchauffé, dit air secondaire, peut être amené de différentes façons et arriver à différents niveaux du foyer suivant la conception du poêle. Dans l'idéal, un poêle bien conçu implique que la gestion du tirage, de la quantité d'air primaire et de la quantité d'air secondaire n'a pas à être réglée par l'utilisateur.
La particularité de cette technique est la combustion à très haut rendement réel (entre 98 et 99,5 % du PCI - pouvoir calorifique inférieur du bois), ou post-combustion, réduisant les émissions de monoxyde de carbone, particules fines et autres polluants habituellement générés par la combustion au bois.

### Les foyers
Il existe deux types de foyers.
Les foyers entièrement maçonnés et les foyers en fonte avec un chemisage en réfractaires.
La principale différence ente les  deux types de foyer est que les foyers maçonnés peuvent être sur mesure, contrairement aux foyers fonte qui sont standardisés.

### L'accumulateur et le parement
L'accumulateur est traditionnellement disposé autour du foyer et de la chambre de double combustion. C'est ce qui fait la masse du poêle, bien que le foyer représente déjà en lui-même une certaine masse qui souvent est tiède lors de l'allumage (c'est pourquoi on l'appelle le cœur du poêle).
Un accumulateur secondaire (voire plusieurs) peut se placer entre le poêle et le conduit d'évacuation sous la forme d'un banc chauffant, d'un encadrement pour le stockage du bois, d'un muret, d'un mur.
Les matériaux de l'accumulateur et du parement sont choisis en fonction de plusieurs critères :
1. leur capacité thermique, c'est l'aptitude d'un matériau à stocker l'énergie ;
2. leur diffusivité, qui détermine la vitesse avec laquelle la chaleur va passer des parois internes aux parois externes ;
3. leur effusivité, touche la capacité de surface d'un matériau, un habillage fin change l'effusivité d'une paroi.

### Les poêles artisanaux actuels
Les poêles artisanaux offrent une esthétique naturelle plus variée et dans le cas de poêles maçonnés un habillage n'est pas nécessaire. Ils peuvent s'adapter à la morphologie d'un bâtiment et au rythme de vie des habitants. Certains artisans construisent des poêles escaliers. Ils sont propres à laisser une part de créativité dans leur construction. Certains sont de véritables œuvres d'art.

### Four
Un four pour faire cuire les aliments est souvent présent. Il existe deux types de fours : le four "noir" ou le four "blanc". 
Le four noircomme son nom ne l'indique pas, c'est un four propre. Le principe est de faire la flambée dans le four à la manière d'un four à pain traditionnel ou d'un four à gueulard.  Le fait de faire le feu directement dans le four permet d'obtenir des températures élevées qui permettent toutes les cuissons (de la pizza à 400 °C jusqu'au tajine mijoté, en passant par les pains cuits aux environs de 250 °C). Selon la conception, le foyer peut être utilisé comme un four noir. Bien sûr, on ne peut utiliser ce type de four pendant la flambée ; une flambée durant 1h30 à 5 heures, cela fait que le four est chaud et utilisable 19 à 22h30 par jour (si le poêle est conçu pour une autonomie de 24 heures).
Le four blancest hermétique. Les fumées en sortie de goulet passent au-dessus et en dessous via une dalle qui chauffe le four à des températures pouvant monter à  250 °C en fin de flambée. La cuisson est donc possible à n'importe quel moment. Les températures sont inférieures à celle du foyer. On y privilégie donc les cuissons lentes pour des plats de type poissons, viande, tajine, haricots, lentilles, etc.  Mais aussi le pain, les gâteaux, le gratin pour des cuissons juste après la flambée.
Tout comme les différents types de poêles (légers ou lourds, à simple peau et à double peau), il n'y a pas de type de four meilleur qu'un autre, l'important étant de choisir un four permettant de répondre aux besoins d'utilisation : le four blanc ne sera pas adapté aux cuissons demandant de hautes températures, et inversement le four noir sera souvent trop chaud pour pouvoir sécher des pommes au cœur de l'hiver.
Il est possible d'incorporer les deux types de fours à la même construction.

### Autres particularités
- Un by-pass en fonte tient parfois lieu de « starter » à l'allumage. En position ouverte, il permet aux gaz de suivre un trajet court (foyer-conduit d'évacuation) au lieu d’un trajet long lorsqu’il est en position fermée (foyer-accumulateur-accumulateur secondaire-conduit d'évacuation).

- Un clapet coupe-circuit en fonte est parfois placé soit dans le poêle afin de réduire les pertes de chaleur une fois la flambée terminée et les braises dissipées. il est conseillé que ce dispositif de fermeture soit placé au niveau de l'arrivée d'air du poêle plutôt qu'à la sortie du poêle ; en effet, un clapet situé en sortie de poêle peut être dangereux en cas de mauvaise manipulation (fermeture du clapet quand il y a encore des braises) et engendrer une intoxication au monoxyde de carbone.

- quand le poêle est bien conçu, des trappes sont disposées aux endroits stratégiques de l'accumulateur afin de pouvoir ramoner, si nécessaire, l'intégralité des circuits de fumées.

- La production d'eau chaude sanitaire est possible avec un poêle de masse. Il peut s'agir d'un récupérateur de chaleur à la sortie du foyer avec un contact direct avec les fumées ou encore d'un échangeur plaqué contre le foyer mais pas au contact des fumées.

- Le support de ce genre de poêle n'est pas à prendre à la légère au vu des masses considérées (de 1 à 6 tonnes suivant le modèle). Il est en général constitué d'une dalle en béton dimensionnée comme une fondation de mur. Elle pourra ensuite être recouverte d'une couche d'isolant incompressible pour éviter un pont thermique sous le poêle. Certains poêles relativement légers peuvent être supportés par des poutres métalliques scellées dans un mur plein, permettant ainsi d'installer un poêle à l'étage sur un plancher bois sans pour autant construire une colonne de soutien.

- Le ramonage n'est pas nécessaire si le poêle est utilisé correctement, mais une vérification visuelle par un professionnel reste indispensable. La production de cendres est minime, de l'ordre d'un seau par mois.

- Certains poêles nécessitent un feu de préchauffage pour améliorer le tirage. c'est souvent le cas en intersaison si le poêle ne dispose pas d'un by-pass.

## Remarques
Il n'y a pas dans l'absolu de poêle meilleur qu'un autre, il n'y a que des poêles adaptés à des situations données. Il est des maisons où un poêle léger sera plus profitable qu'un poêle lourd, et vice-versa.

### Fonctionnement
Toujours utiliser du bois parfaitement sec, c’est-à-dire à 20 % d’humidité maximum (c’est la meilleure garantie de longévité d'un poêle et de rendement calorifique). L’usage d’un hygromètre résistif (à pointes) est recommandé en cas de doute.
La vitre du foyer n'a pas besoin d'être nettoyée car elle ne noircit pas.

### Inconvénient
L'inertie (et donc le déphasage) des poêles de masse est à la fois leur point fort et leur principal inconvénient, car s'ils sont capables d'accumuler la chaleur pour la restituer lentement, ils ne permettent pas de disposer instantanément de fortes puissances pour réchauffer rapidement un habitat qui se serait refroidi pendant une absence prolongée.  
Il existe néanmoins des poêles hybrides qui peuvent jouer sur les deux paramètres.

### Poêlier, un métier
Le métier de poêlier est un métier séculaire, réglementé, qui nécessite un apprentissage long (3 ans minimum, 5 ans dans l'idéal). Ce métier est répertorié dans les métiers d'art par le ministère de l'artisanat. Il nécessite des connaissances assez poussées dans des domaines tels que : thermique du bâtiment, en fumisterie, en maçonnerie traditionnelle, en maçonnerie-fumiste.
Il existe en France une fédération regroupant les artisans poêliers, la Fédération Française des Poêliers et Atriers. Cette fédération est menée par les poêliers alsaciens qui sont les tenants de la tradition du métier en France. Elle s'appuie sur la compétence de la corporation des poêliers et atriers de l'Est qui existe depuis plusieurs décennies et dispense des formations diplômantes (3 ans pour devenir ouvrier-poêlier, et 2 ans supplémentaires pour devenir poêlier) 
Il existe également, l’Association Française du Poêle Maçonné Artisanal (AFPMA) qui regroupe un grand nombre de professionnels et de sympathisants sur tout le territoire Français. Cette association très active organise des formations en interne ainsi que des temps de partage de savoir faire.  
Elle a pour objet dans ses statuts :
- le partage de connaissances, de techniques, de savoir-faire et d’expériences relatives aux professions de poêlier et fournier.
- la reconnaissance, la structuration, le développement, la promotion, la valorisation, et la défense des professions de poêlier et fournier.
- la participation à la réglementation, l’accompagnement, la formation et la qualification professionnelle relatives aux professions de poêlier et fournier.
- la défense des droits et des intérêts de ses membres qualifiés.

Les problématiques environnementales sont au cœur des préoccupations de l’AFPMA et ses membres développent des conceptions innovantes, notamment à l’aide d’outils de calcul informatique, en réponse aux futures réglementations sur les émissions polluantes. L’AFPMA a par essence développer la formation « partagée » à l’intérieur de son réseau de professionnels afin d’augmenter en compétence collectivement.
Il est à noter, qu'à l’instar de ce qui s'est passé dans la construction en paille, il y a un réel engouement pour ce moyen de chauffage, et on assiste à de nombreuses naissances de "vocations" pas toujours professionnelles. Aussi, on peut trouver sur internet nombre de "poêliers" improvisés, qui n'ont pas eu la chance d'effectuer un réel apprentissage, et se sont formés lors de "formations" informelles et qui ne mesurent pas toujours les dangers associés à leur pratique. Aussi, nous ne saurions trop conseiller aux lecteurs de se renseigner sur la formation des personnes à qui ils s'adressent. 
En attendant la mise en place de davantage de formation qualifiante pour les futurs poêliers, le réseau de l'AFPMA permet à travers sa carte des membres d'avoir un réseau de poêliers partenaires au sein d'une même structure. 
Le poêlier a pour principal partenaire le ramoneur, tous deux se retrouvant sur la fumisterie. Le poêlier maîtrise la combustion, et le ramoneur maintient les appareils, et s'assure de leur bonne utilisation.

### Autoconstruction
Concevoir et construire un poêle demande de fortes compétences, et le proverbe dit qu'"on ne joue pas avec le feu !". 
L'auto-construction menée en amateur peut être dangereuse[réf. nécessaire] :  
Les risques peuvent être :
- le dégagement de fumées dans la maison, intoxications au CO et au CO2. Contrairement à une installation où la fumée suit un parcours strictement montant, dans un poêle de masse il est possible de trouver des pressions positives, dues au fait qu'une colonne chaude montante est suivie d'une colonne moins chaude descendante. Les fuites dans ce cas s'exprime de l’intérieur du poêle vers la pièce. Ce risque est particulièrement important en présence d'un clapet de fermeture du poêle situé en sortie de poêle.
- un feu de poêle et de cheminée, et donc potentiellement de la maison. En effet même si l'absence de régime ralenti limite grandement l'accumulation d’imbrûlés dans le cheminement de fumée, un poêle mal conçu dans lequel la combustion n'est pas de bonne qualité ou insuffisamment ramoné peut prendre feu.
- Inflammation de matériaux à proximité du poêle par non-respect des distances de sécurité.
- une explosion du poêle, due à une mauvaise conception de l'installation qui ne permet pas un tirage suffisant au démarrage, entraînant une forte concentration de gaz imbrûlés dans le cheminement de fumée, et parfois leur inflammation brutale qui peut atteindre une violence suffisante pour faire sauter les trappes et même éventrer le poêle. Ce phénomène peut aussi se produire si l'utilisateur in-averti décidait de mettre son bois à sécher dans le foyer.

Pour rappel, l'auto-constructeur est responsable de sa réalisation pendant 10 ans. Donc en cas d'incendie, sa responsabilité va être interrogée, même en cas de revente de la maison au préalable.[source insuffisante]
Aussi, avant d'entreprendre tout travaux, il est conseillé de demander conseil à un professionnel, sinon de participer à un stage d'auto-construction de poêle de masse dans un éco-centre ou une association compétente. Le nombre de formations étant devenu pléthorique,,, il est vivement conseillé de demander aux formateurs toutes les assurances, et preuves du bien-fondé du savoir transmis (conformité aux normes en vigueur NF EN 15544, NF EN 13384, DTU 24.1 notamment).

## Normes
La norme NF EN 15544 est une norme issue des travaux scientifiques de l'institut technologique de Vienne en Autriche. Elle garantit les performances (tirage, non-pollution, rendement) des poêles.
La norme NF EN 15250 est une norme industrielle.
La norme NF EN 13384 est une règle de calculs qui permet de vérifier qu'il y a un équilibre entre le tirage du conduit de fumée et le poêle.
L’agrément QUALIBOIS est décerné aux professionnels qui justifient de toutes les assurances obligatoires et démontrent leurs compétences et leur sérieux. Leurs installations sont conformes aux normes en vigueur et régulièrement contrôlées par un organisme indépendant. 
Le DTU 24.1 permet de s'assurer que le conduit de fumée est aux normes de sécurité.